# Юрчёнков, Валерий Анатольевич
Вале́рий Анато́льевич Юрчёнков (23 сентября 1960 года, Краснослободск, Мордовская АССР — 3 октября 2017, Саранск) — советский и российский историк, историограф, краевед, организатор науки. Доктор исторических наук (1997), профессор (2000). Заслуженный деятель науки Республики Мордовия (2001), заслуженный деятель науки Российской Федерации (2008), действительный член Академии политических наук Российской Федерации (2000) и Международной академии наук педагогического образования (2005).
Директор НИИ гуманитарных наук при Правительстве Республики Мордовия (2001—2017).

## Биография
В. А. Юрчёнков родился в семье служащего. Детство провел в селах Ичалки и Атяшево, где работал его отец. В 1982 г. окончил историко-географический факультет Мордовского государственного университета и поступил в аспирантуру Мордовского НИИ языка, истории, литературы и экономики (НИИЯЛИЭ), которую окончил в 1985 г. Под руководством доктора исторических наук академика Ю. С. Кукушкина написал и защитил кандидатскую диссертацию «Советы Мордовии в период Гражданской войны и иностранной интервенции (1918—1920 гг.)».
С 1982 года работал в НИИЯЛИЭ младшим научным сотрудником, заведующим сектором истории, учёным секретарём, заведующим отделом истории. В декабре 1994 года покинул институт из-за разногласий с руководством по поводу организации и тематики научно-исследовательской работы. В 1995—1998 годах занимал должности заведующего сектором региональной истории, заместителя директора по научной работе НИИ регионологии при МГУ им. Н. П. Огарёва.
В 1997 году защитил докторскую диссертацию «История мордовского края в западной историографии XIII—XIX вв.».
В 1998 году избран на должность профессора кафедры новейшей истории народов России Историко-социологического института МГУ им. Н. П. Огарёва, в 1999—2005 годах работал заведующим кафедрой страноведения в этом же институте.
В октябре 2001 года В. А. Юрчёнков был назначен на должность директора НИИЯЛИЭ. Под его руководством институт был реорганизован в НИИ гуманитарных наук при Правительстве Республики Мордовия, были созданы новые структурные подразделения, направленные на исследование социально-экономического положения республики, общественно-политического развития, теории и истории культуры.
В. А. Юрчёнков являлся главным редактором научно-публицистического журнала «Центр и периферия» (2003—2017), научного журнала «Вестник НИИ гуманитарных наук при Правительстве Республики Мордовия» (2006—2017). Входил в редакционные коллегии журналов «Странник» и «Гуманитарные науки и образование». Был заместителем главного редактора и председателем Научно-редакционного совета энциклопедии «Мордовия» (2003—2004).
Выступил как автор сценариев ряда научно-популярных фильмов, снятых Казанской киностудией кинохроники (режиссёр — Н. Дьяков), ГТРК «Мордовия» (режиссёры — И. Кузьмин, В. Каланов). Среди них — «Память и беспамятство» (1991), «Храни вас Господь, матросы» (1996), «Древо жизни, знаки Творца» (2001), «С кем вы, комдив Миронов?» (2008), «Непокорённые. 1237 г.» (2009) и др.
Под его руководством велись научные исследования по направлениям: российская и региональная история XX в.; историография XX в.; региональная историография; источниковедение истории мордовского народа; методика краеведческого исследования; региональная культурология; история и культура финно-угорских народов России.
В. А. Юрчёнков был победителем конкурсов на получение грантов Российского гуманитарного научного фонда: проект 10-01-23106 а(р) «Наследие: Сборник историко-этнографических документов о мордве. А. А. Гераклитов — основоположник научного изучения истории мордовского народа» 2010—2011; проект 13-11-13002 а(р) «Финно-угорские народы России» 2013—2014; проект 15-31-12034 а(ц) «Крестьянство и казачество в России в годы революции 1917 года и гражданской войны: регионально-национальный аспект» 2015—2017.
Автор более 200 научных и учебно-методических работ (из них 84 включены в РИНЦ; индекс Хирша — 7).
Подготовил 6 докторов и 27 кандидатов наук.
Сын Роман (род. 1987) — юрист, кандидат исторических наук.

## Научные интересы
В сфере научных интересов В. А. Юрчёнкова находились отечественная история первой четверти XX века, источниковедение и историография, теория и методология исторического познания, история мордовского края и мордвы, история картографии, краеведение. В. А. Юрчёнков предложил собственную периодизацию истории мордовского этноса, в основе которой лежит идея совпадения основных этапов истории народа и региона до конца XVIII века и их параллельной истории в условиях существования диаспоры. Им была разработана концепция поэтапного вхождения мордовского края и народа в состав Русского централизованного государства.
Ученый являлся сторонником художественного осмысления исторической реальности. Подобный подход лег в основу книг «Хронограф, или Повествование о мордовском народе и его истории» (1991) и «Живое тепло» (2001).

## Общественная деятельность
Председатель Мордовского республиканского отделения Всероссийского общества охраны памятников истории и культуры (1988—1999), член Центрального совета Всероссийского общества охраны памятников истории и культуры (1992—1999);
Председатель Мордовского республиканского отделения Российского общества историков-архивистов (2006—2017), член Центрального совета Российского общества историков-архивистов.
Член Общественной палаты Российской Федерации (2010—2012).
Член Общественной палаты Республики Мордовия (2006—2007), сопредседатель Общественной палаты Республики Мордовия (2008—2017).
Член Общественного совета Приволжского федерального округа по развитию институтов гражданского общества (2010—2017).
Председатель Мордовского регионального отделения Ассамблеи народов России (2009—2013).
Член Президиума Совета Ассоциации финно-угорских народов Российской Федерации по науке и финно-угорским исследованиям (2010—2017).
Председатель Регионального отделения Российского военно-исторического общества в Республике Мордовия (2013—2017).
Председатель Комиссии по геральдике при Главе Республики Мордовия (2002—2017).

## Награды
Был награждён памятной медалью Президента Российской Федерации «60 лет Победы в Великой Отечественной войне 1941—1945 гг.» (2005), орденом Славы III степени (Мордовия, 2010), орденом Славы II степени (Мордовия, 2016), Медалью «За заслуги. В ознаменование 1000-летия единения мордовского народа с народами Российского государства» (2012). Лауреат еженедельника «Литературная Россия» (2004). Лауреат Государственной премии Республики Мордовия (2005, 2015). Лауреат премии Главы Республики Мордовия (2013).

## Основные труды
• Хронограф, или Повествование о мордовском народе и его истории. Саранск : Мордов. кн. изд-во, 1991. 368 с.
• Историография отечественной истории (1917 — начало 90-х гг.) : учеб. пособие. Саранск, 1994. 190 с. (в соавт.)
• Взгляд со стороны: Мордовский народ и край в сочинениях западноевропейских авторов VI—XVIII столетий. Саранск, 1995. 285 с.
• Российская история: вопросы и ответы: учеб. пособие : в 2 ч. Саранск : Тип. «Красный Октябрь», 1999. Ч.1. 252 с.; Ч.2. 352 с. (в соавт.).
• От ВЧК по ФСБ: История и современность Управления ФСБ РФ по Республике Мордовия. Саранск : Изд-во Мордов. ун-та, 2003 (в соавт.).
• На пороге реформ. Общественно-политическая жизнь Мордовии в первой половине 1990-х годов. Саранск, 2006. Саранск, 2006. 368 с. (в соавт.).
• Мордовский народ: вехи истории / Саранск, 2007. Т. 1. 460 с.
• Власть и общество: российская провинция в период социальных катаклизмов 1918—1920 гг. : монография. Саранск, 2010. 440 с.
• Начертание мордовской истории : монография ; НИИ гуманитар. наук при Правительстве Республики Мордовия. Саранск, 2012. 612 с.
• Занимательная археология: далекие предки. Саранск, 2013. 224 с.
• Занимательная история. Саранск, 2014. 328 с.
• Мордовская история: курс лекций. Саранск, 2014. 276 с.
• Война на всех одна. Мордовский край в 1941—1945 годах. Саранск, 2015. 552 с.
• Финно-угорские народы России. Саранск, 2016. 864 с. (науч. редактор).
• Занимательное родиноведение. Саранск, 2017. 256 с.
• Крестьянство и казачество России в условиях революции 1917 г. и Гражданской войны: национально-региональный аспект. М. ; Саранск, 2017. 1048 с. (отв. редактор).
В. А. Юрчёнков — составитель ряда трудов, в том числе альбома «Серафим Саровский» (1998), сборника «Святой праведный Феодор Ушаков, адмирал флота Российского» (2006 г.), книги «Патриарх Никон: стяжание Святой Руси — созидание Государства Российского» в 3-х частях (2009, 2010, 2011), сборника «Мордва Российской империи» (2014). Под общей редакцией В. А. Юрчёнкова осуществлялась подготовка многотомного проекта «Мордовия. XX век», в рамках которого изданы 2-томная монография «Мордовия в период Великой Отечественной войны 1941—1945 гг.» (2005—2006 гг.), 2-томная монография «Мордовия в послевоенный период 1945—1953 гг.» (2012—2015 гг.).